# 460th Space Wing
Il 460th Space Wing è uno stormo di allerta spaziale della United States Space Force, inquadrato nello United States Space Command. Il suo quartier generale è situato presso la Buckley Space Force Base, in Colorado.

## Organizzazione
Attualmente, al maggio 2017, esso controlla:
- 460th Operations Group
  - 460th Operations Support Squadron
  -  2nd Space Warning Squadron, all'unità è associato il 8th Space Warning Squadron, 310th Space Wing - Gestisce i sistemi satellitari DSP e SBIRS
  -  11th Space Warning Squadron - Gestisce i sistemi satellitari DSP e SBIRS
  -  460th Space Communications Squadron
    - Detachment 1, Kapaun Air Station, Germania
- 460th Medical Group
  - 460th Medical Operations Squadron
  - 460th Medical Support Squadron
- 460th Mission Support Group
  - 460th Civil Engineer Squadron
  - 460th Contracting Squadron
  - 460th Logistics Readiness Squadron
  - 460th Force Support Squadron
  - 460th Security Forces Squadron